# أفيرونكوس
أفيروس هو اله في في الديانة الرومانية القديمة مسؤول عن تفادي تفادي الضرر. يذكر أولوس كيليوس انه أحد الألهة رنكوسالخبيثة التي يجب إرضائها لتنفيذ طلب حجب الكوارث عن الناس والحصاد أو لإلحاق الأذى بها.
على الرغم من أنالاعتقاد آن أصل الاسم يرتبط بالفعل اللاتيني الفعل آفيرتري وتعني «التفادي» لكن الأكثر احتمالا يكمن في كلمة آفيرو وتعني «المسح،» وبالتالي قد يكون اسمه يدل على «الدرء» ربما مع الإشارة إلى المسح السحري. يؤكد فارو أن المصدرفرونكاري يتشارك مع أصل اسم الإله الذي مهمته الرئيسية هي التجنب.
كما قد يكون اسم آفيرونكوس هو اسم مستعار لإله آخر مثل أبولو أو المريخ، أي أنه قد يكون اسم يستخدم في الصلاة للطلب من الإله المحلي لإصلاح عمل ما أو لإصلاح عضب الإله.
في الديانة القديمة، كان من المعتاد إخفاء اسم الإله الحقيقي لاحتكارقدراته، كما يتضح ليس فقط في الديانات التقليدية من اليونان وروما والديانت التوافقية الهلنستية وعبادة الغموض، ولكن أيضا في اليهودية والديانة المصرية القديمة.
في مراجع أخرى، [بحاجة لمصدر] عرف أفيرونكوس بإله الولادة.